# 1973 en Saskatchewan
Chronologie de la Saskatchewan
- 1969
- 1970
- 1971
- 1972
- 1973
- 1974
- 1975
- 1976
- 1977

Cette page concerne des événements d'actualité qui se sont produits durant l'année 1973 dans la province canadienne de la Saskatchewan.

## Politique
- Premier ministre : Allan Blakeney
- Chef de l'Opposition :
- Lieutenant-gouverneur : Stephen Worobetz
- Législature :

## Naissances

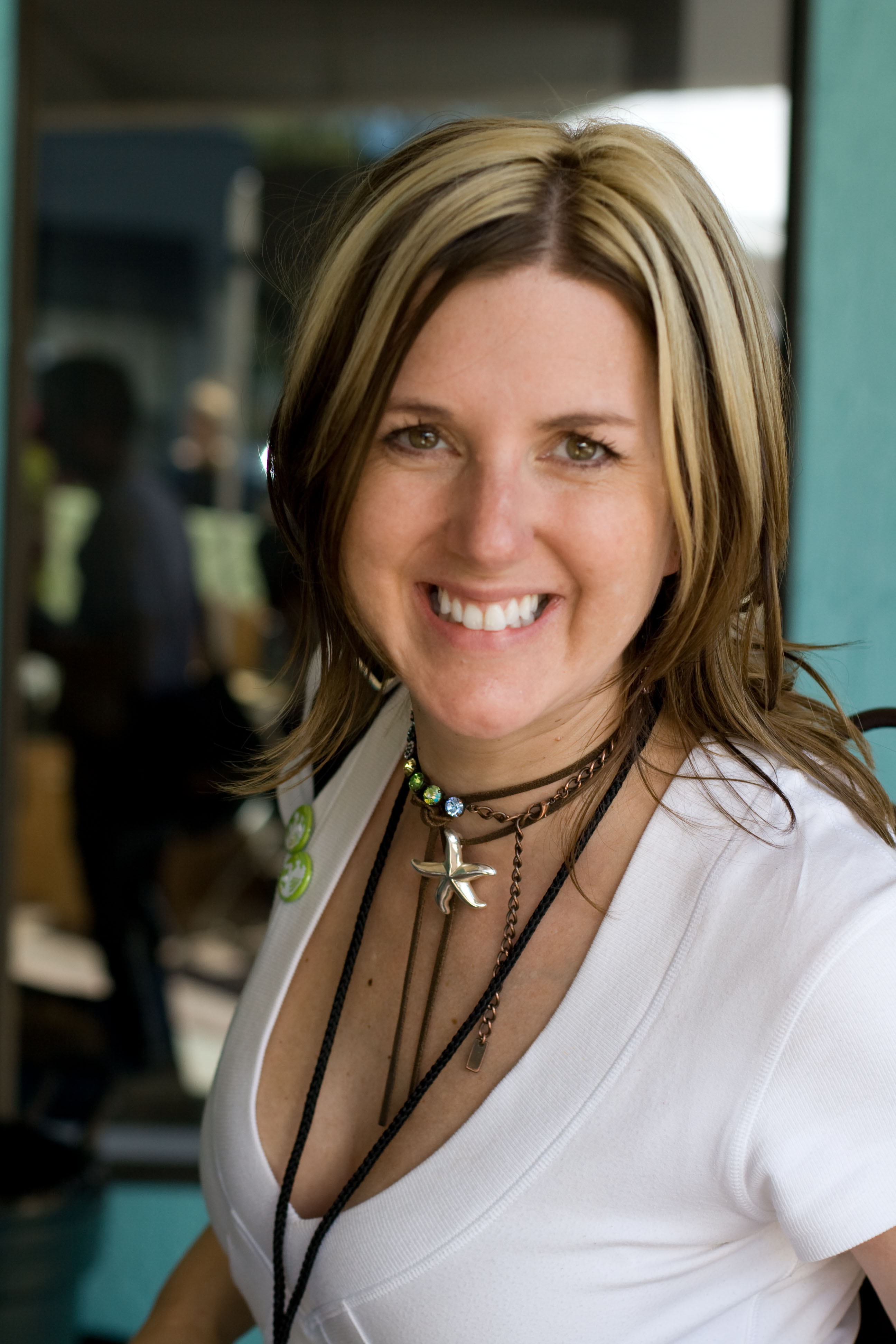
Tara Hunt

- 15 juillet : Tara Hunt, née à Saskatoon, est une écrivaine, conférencière et consultante canadienne spécialiste des questions du marketing web, des réseaux sociaux et des logiciels libres.